# Neuseeländische Cricket-Nationalmannschaft in England in der Saison 1931
Die Tour der neuseeländischen Cricket-Nationalmannschaft nach England in der Saison 1931 fand vom 17. Juni bis zum 18. August 1931. Die internationale Cricket-Tour war Bestandteil der Internationalen Cricket-Saison 1931 und umfasste drei Tests. England gewann die Serie 1–0.

## Vorgeschichte
Für beide Mannschaften war es die erste Tour der Saison.
Das letzte Aufeinandertreffen der beiden Mannschaften bei einer Tour fand in der Saison 1929/30 in Neuseeland statt.

## Stadien
Die folgenden Stadien wurden für die Tour als Austragungsort vorgesehen.
| Stadion                     | Stadt      | Kapazität | Spiele  |
| --------------------------- | ---------- | --------- | ------- |
| The Oval                    | London     | 23.500    | 2. Test |
| Lord’s Cricket Ground       | London     | 30.000    | 1. Test |
| Old Trafford Cricket Ground | Manchester | 19.000    | 3. Test |

## Kaderlisten
Die Mannschaften benannten die folgenden Kader.
| Test | Test |
| England | Neuseeland |
| --- | --- |
| - David Allen - Les Ames - Geoff Arnold - Fred Bakewell - David Brown - Kumar Duleepsinhji - Wally Hammond - Douglas Jardine - Harold Larwood - Eddie Paynter - Ian Peebles - Walter Robins - Herbert Sutcliffe - Maurice Tate - Hedley Verity - Bill Voce - Frank Woolley | - Cyril Allcott - Roger Blunt - Ian Cromb - Stewie Dempster - Ken James - Jack Kerr - Tom Lowry - Mal Matheson - Bill Merritt - Jackie Mills - Curly Page - Giff Vivian - Gordon Weir |

## Tests

### Erster Test in London
| 27. – 30. Juni Scorecard | London (Lord’s) | Neuseeland 224 (74.3) & 469-9d (157.4) | – | England 454 (134) & 146-5 (55) |
|                          |                 | Remis                                  |   |                                |

### Zweiter Test in London
| 29. – 31. Juli Scorecard | London (Oval) | England 416-4d (131.3)                        | – | Neuseeland 193 (95.1) & 197 (84.3) (f/o) |
|                          |               | England gewinnt mit einem Innings und 26 Runs |   |                                          |

### Dritter Test in Manchester
| 15. – 18. August Scorecard | Manchester | England 224-3 (71) | – | Neuseeland |
|                            |            | Remis              |   |            |